# Mangaiarall
Mangaiarall (Gallirallus ripleyi) är en förhistorisk utdöd fågel i familjen rallar inom ordningen tran- och rallfåglar. 

## Tidigare förekomst
Fågeln beskrevs 1986 utifrån subfossila lämningar från sen Holocen funna i grottor på ön Mangaia i södra Cooköarna. Ytterligare en utdöd rallart, mangaiasumphöna, hittades vid samma utgrävning. Fågelns utdöende tros ha orsakats av jakt och habitatförstörelse efter att människor kom till ön samt införseln av främmande djurarter.

## Kännetecken
Mangaiarallen var relativt liten, med kroppslängden 22–25 cm jämförbar med wakerallen, dock tydligt större än mangaiasumphönan. Den hade en slank näbb och kraftiga tarser. Troligen var den flygoförmögen.